# San Pedro Mixtepec
San Pedro Mixtepec är en kommunhuvudort i Mexiko.   Den ligger i kommunen San Pedro Mixtepec -Dto. 26 - och delstaten Oaxaca, i den sydöstra delen av landet, 500 km sydost om huvudstaden Mexico City. San Pedro Mixtepec ligger 2 132 meter över havet och antalet invånare är 3 816.
Terrängen runt San Pedro Mixtepec är bergig österut, men västerut är den kuperad. Runt San Pedro Mixtepec är det ganska tätbefolkat, med 93 invånare per kvadratkilometer. San Pedro Mixtepec är det största samhället i trakten. I omgivningarna runt San Pedro Mixtepec växer i huvudsak blandskog.